# Trinidad Romero
Trinidad Romero (* 15. Juni 1835 in Santa Fe, Mexiko; † 28. August 1918 in Las Vegas, New Mexico) war ein US-amerikanischer Politiker. Zwischen 1877 und 1879 vertrat er das New-Mexico-Territorium als Delegierter im US-Repräsentantenhaus.

## Frühe Jahre und politischer Aufstieg
Trinidad Romero wurde 1835 in Santa Fe geboren, das zu diesem Zeitpunkt noch Teil von Mexiko war. Romero genoss eine private Erziehung und wurde später im Handel sowie im Frachtgeschäft tätig. Unter anderem führte er Ochsengespanne von Kansas City nach Santa Fe. Danach arbeitete er auch als Viehzüchter. Politisch wurde er Mitglied der Republikanischen Partei. Im Jahr 1863 war er Abgeordneter im Repräsentantenhaus des New-Mexico-Territoriums. Von 1869 bis 1870 war er Richter an einem Nachlassgericht im San Miguel County.

## Kongressdelegierter und weiterer Lebenslauf
Im Jahr 1876 wurde Trinidad Romero zum Delegierten seines Territoriums im US-Repräsentantenhaus gewählt. Dort löste er am 4. März 1877 Stephen Benton Elkins ab. Bis zum 3. März 1879 absolvierte Romero eine Legislaturperiode im Kongress. Im Jahr 1878 hat er nicht mehr kandidiert. Nach dem Ende seiner Zeit im Kongress wurde Romero von Präsident Benjamin Harrison zum US Marshal in seinem Territorium ernannt. Dieses Amt übte er zwischen 1889 und 1893 aus. Danach arbeitete er wieder im Handel und in der Viehzucht. In der Nähe von Wagon Mound bewirtschaftete er eine Ranch. Trinidad Romero starb im Jahr 1918 in Las Vegas und wurde dort auch beigesetzt.